# カタールの地理

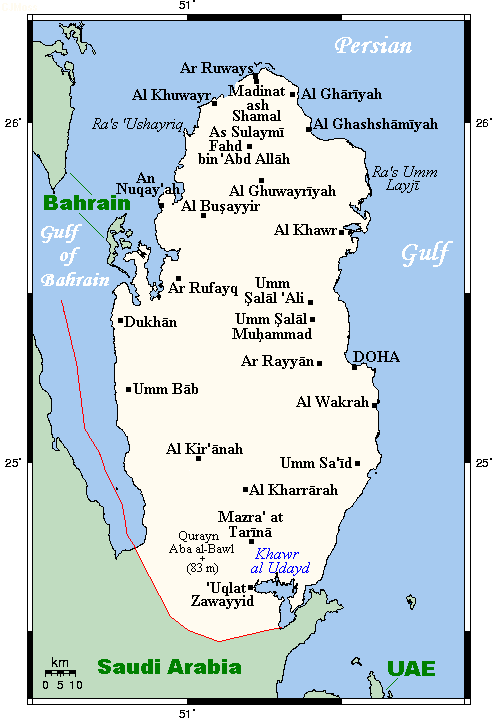
カタールの地図

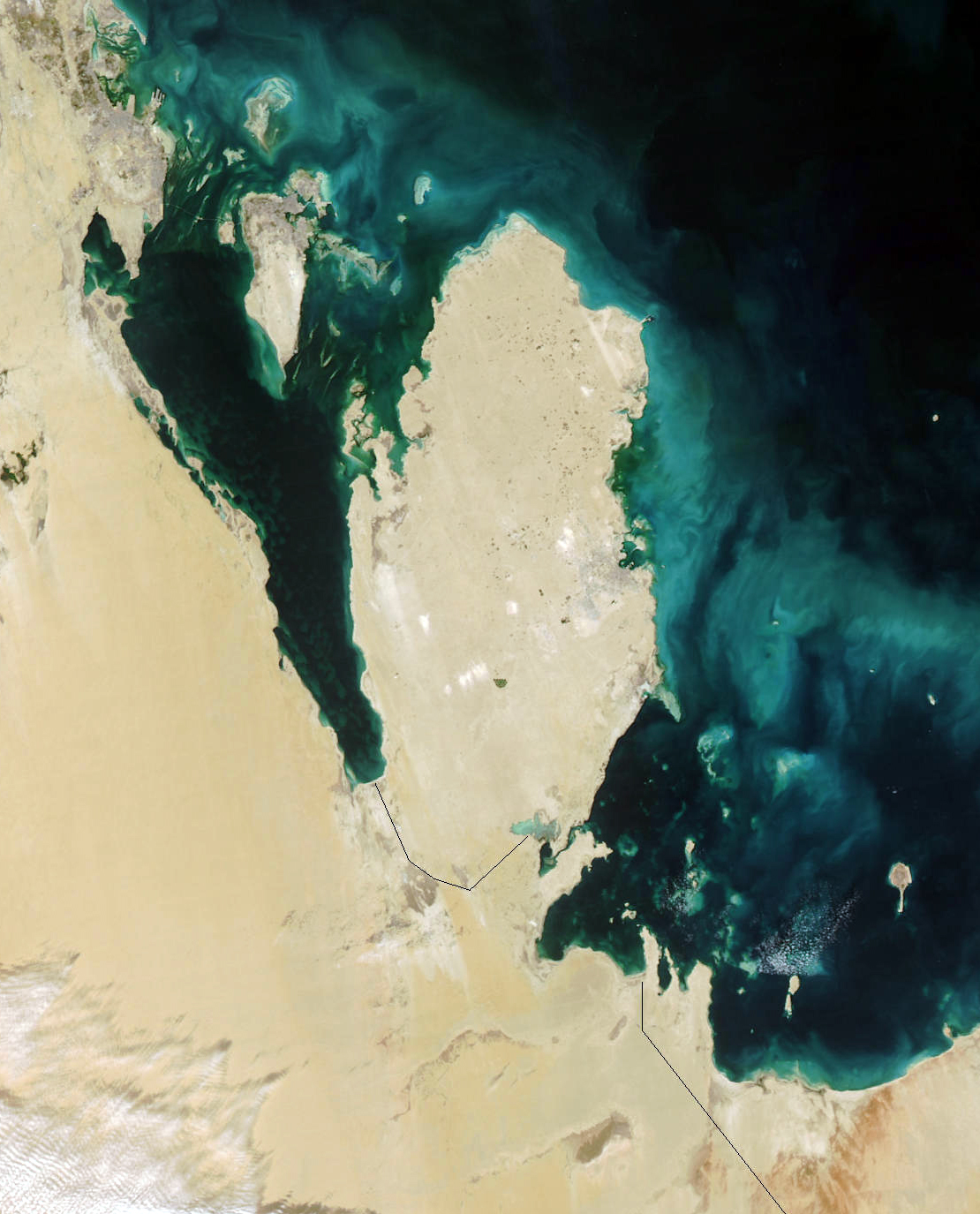
カタール（2003年1月撮影

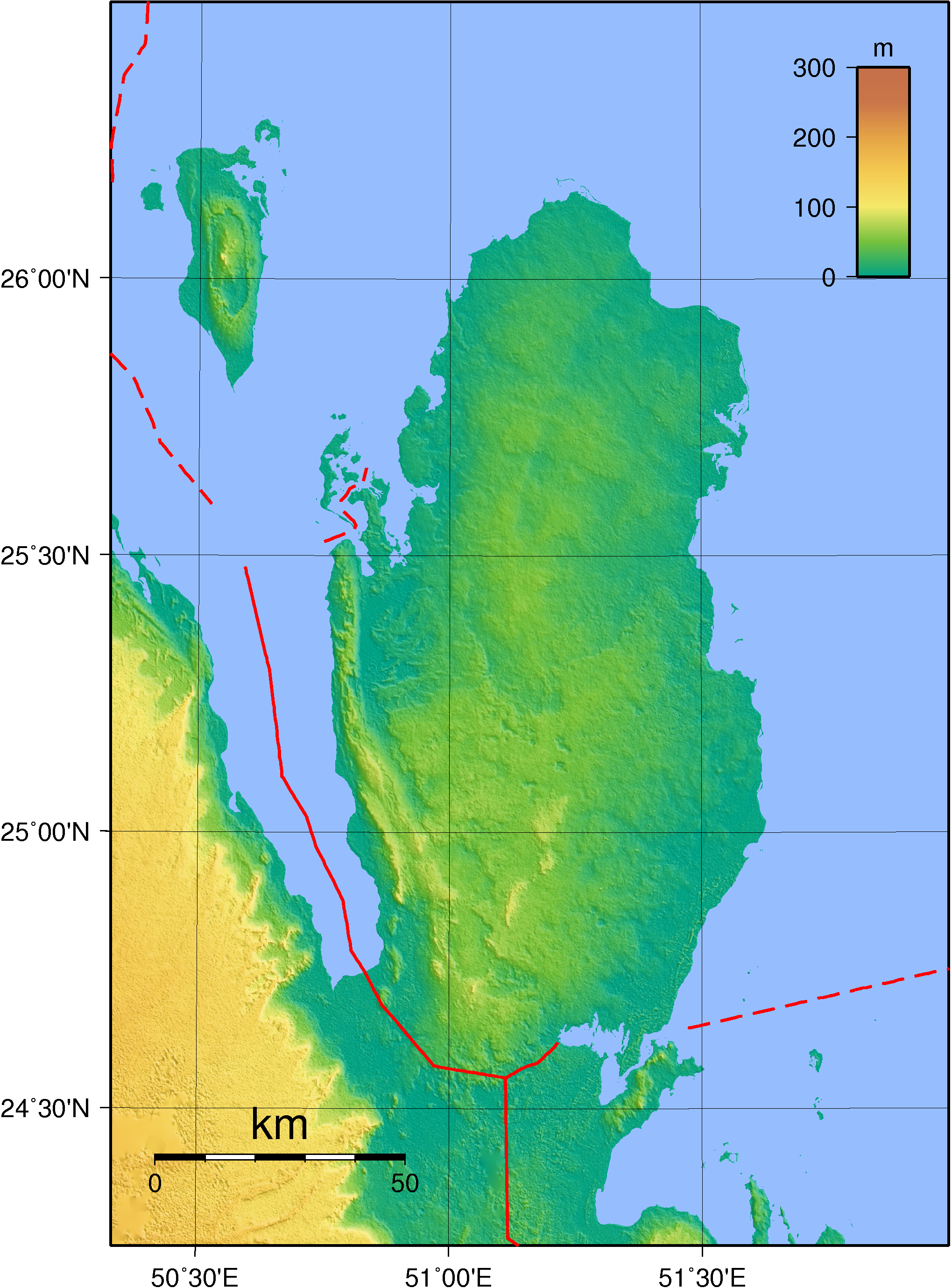
カタールの地勢図

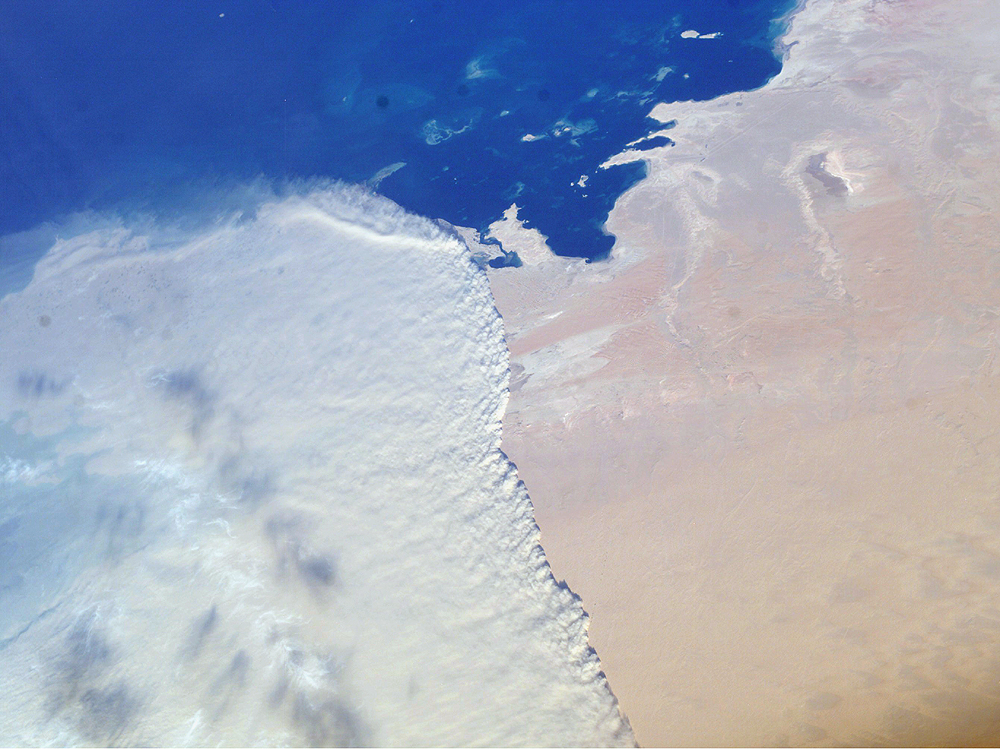
カタールのペルシャ湾岸から南東のサウジアラビアとアラブ首長国連邦へと疾駆する巨大な砂嵐（2004年2月15日撮影）

カタールはアラビア半島東部にあるペルシャ湾に囲まれた半島国でサウジアラビアと接し、近隣の巨大な油田を擁する要所に位置している。カタールの面積は11,437㎢でアラビア半島から北のペルシャ湾に160㎞ほど突き出した半島国である。東西の広がりは約55㎞から90㎞、国土は平坦で岩石からなり、標高は最も高いところで海抜103mである。沿岸の塩田や西海岸沿いにあり地下にはドゥハーン油田のある高い石灰岩構造（ドゥハーン背斜）、地元の英語話者には「内海」として知られているペルシャ湾南東の入江ハウル・アル・ウデイドに囲まれた大きな砂丘が特筆すべき特徴である。 カタールに属する島の中でハルル島が最も重要である。ドーハの90km東に位置し、周囲の沖合で産出される石油の貯蔵施設と運搬のターミナルとなっている。ハワール島とその周囲の島々は西海岸からわずかに離れた場所に位置しカタールとバーレーンとの間で領土争いが行われている。
首都のドーハは広範囲に及ぶ浅い東海岸の中央に位置する。他にはウンム・サイードやアル・ホールやアル・ワクラなどの港がある。現在はドーハとウンム・サイードだけが商業船の乗り入れが可能だが、アル・ホールの北部のラス・ラファンに天然ガスの積み込み用の大きな港とターミナルの建設が計画されている。サンゴ礁がありまた沿岸が浅いため、航路が浚渫されていない地域では航海が難しくなっている。
カタールは陸続きで国境を接しているのは南部のサウジアラビアのみである。これは1965年に定められたものだが画定されることはなかった。カタールの北西の海岸はバーレーンの本島から30kmも離れておらず、バーレーン領であるハワール諸島の小さな島々はわずか1.4kmしか離れていない。
首都ドーハは行政、商業、人口の中心地であり、1993年にほかの都市や開発拠点と約1000kmもの幹線道路網で結ばれた。ハマド国際空港は主要滑走路が約4500mあり、どのようなタイプの航空機も着陸可能である。
経緯度: 北緯25度30分 東経51度15分 / 北緯25.500度 東経51.250度

## 気候
5月から9月まで続く長い夏は猛暑と交互にやってくる乾燥と湿気が特徴であり、最高気温は摂氏50度（華氏122度）にまで上がる。11月から5月までは過ごしやすい気温だが、摂氏5度（華氏41度）まで下がることもある。降水は年平均100mmとごくわずかであり、また冬季に短期間のうちに降る。また時に小さな峡谷や普段は乾燥しているワジをあふれさせるほどのひどい嵐になることがある。さらに時折激しい砂嵐が突如として半島を襲うと太陽の光は遮られ、風害を引き起こし、一時的に輸送などの公益事業を乱す。
降水量が少ないうえに、地下水が限定されておりさらにそのほとんどが飲料用や灌漑用には不向きなミネラルが豊富な地下水であるため、海水の淡水化プロジェクトが始まるまで人口や国家が支援できる農業や工業の発展はその程度が限られていた。現在でも地下水から淡水は供給され続けているが、大部分が海水を淡水化したものが使われている。

### 植物帯
国土の大部分が砂地や砂漠だが、ごく狭い地域でタマリンドやヨシそれにメースといった高木・低木・葦が生育可能な植物帯が存在する。この地域は東部の海岸近い地域に大部分が広がっている。

## 国土面積と国境
国土面積:
- 合計: 11,437㎢
- 陸地: 11,437㎢
- 河川や湖沼など: 0㎢

国境線:
- 合計: 60km

- 国境を接している国: サウジアラビア60km

海岸線: 563km
海洋:
領海 44.4km
- 排他的経済水域（相互協定や領海の中央線に従って決められた領域）22.2km

標高の最高地点・最低地点:
- 最低点: ペルシャ湾岸 0m
- 最高点: クライン・アブ・アル・ボウル 103m

## 資源と土地利用
天然資源
- 石油, 天然ガス, 魚類

- 土地利用:
- 耕地 1%
- 樹園作物 0%
- 牧草地 5%
- 森林 0%
- その他 94% （1993年推定）

灌漑地:80km（1993年推定）

## 環境への関心
自然災害
- 煙霧、砂塵、日常的な砂嵐

現在の問題
- 使用可能な淡水が限られているため、海水を淡水へと変える施設への依存が強まっている。

国際的な協定:
- 生物の多様性に関する条約、気候変動枠組条約、国連砂漠化対処条約、バーゼル条約海洋法に関する国際連合条約、オゾン層の保護のためのウィーン条約
- 調印しているが批准していない条約はない。